# Terry Fox (Leichtathlet)

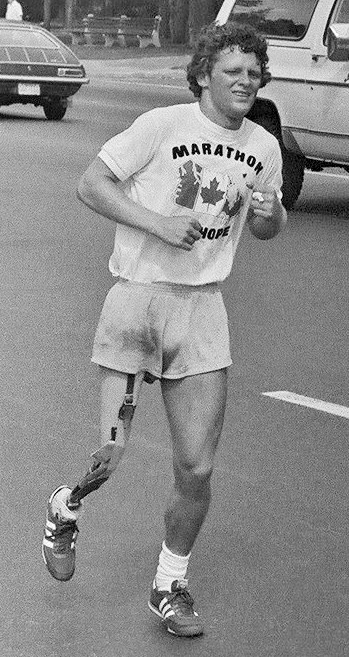
Terry Fox in Toronto

Terrance Stanley Fox, CC (* 28. Juli 1958 in Winnipeg; † 28. Juni 1981 in New Westminster, Kanada) war ein kanadischer Leichtathlet, Philanthrop und Aktivist für die Behandlung von Krebs. Er wurde durch seinen Marathon of Hope bekannt.

## Leben

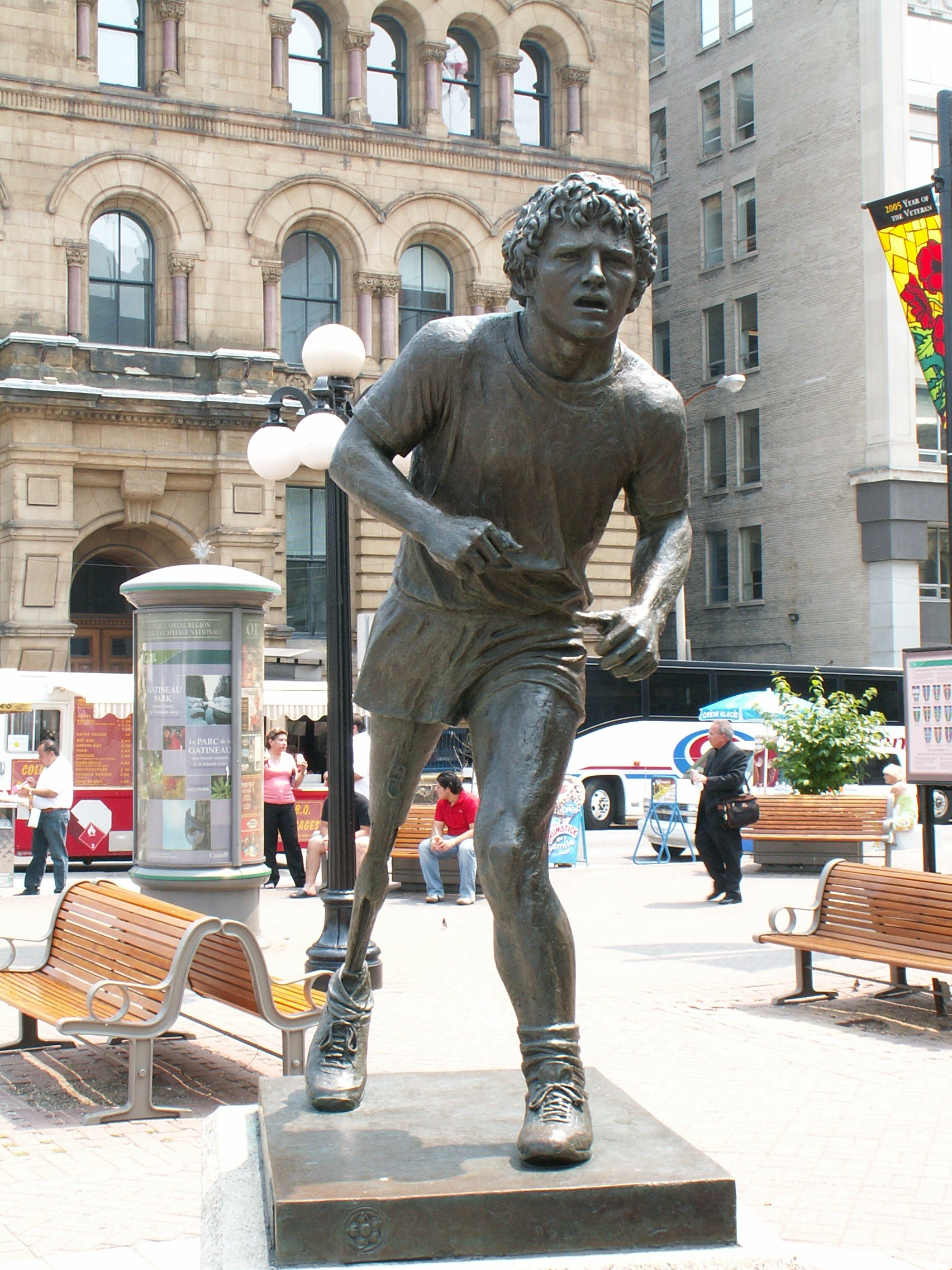
Terry-Fox-Statue gegenüber dem Parliament Hill in Ottawa

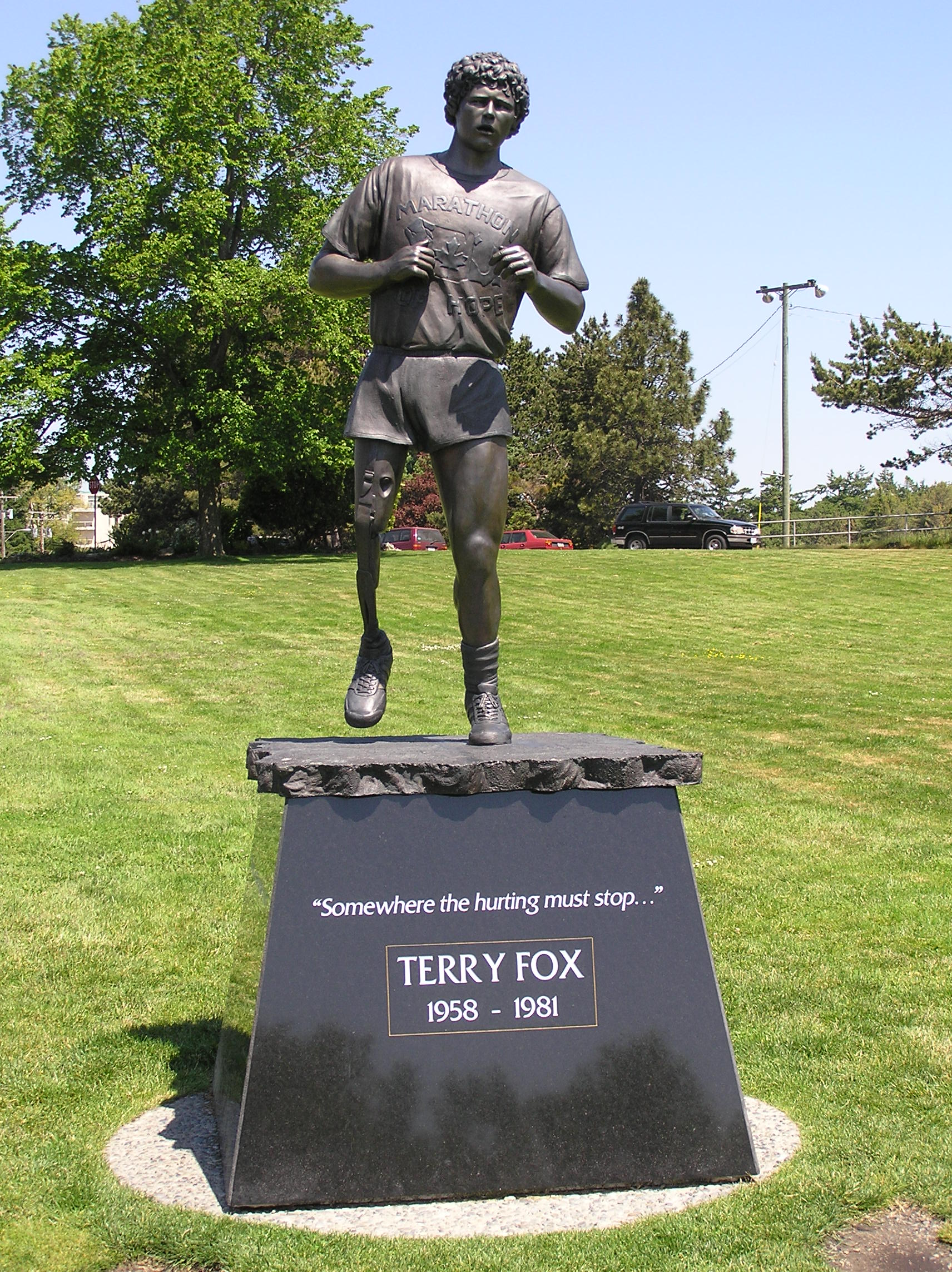
Terry-Fox-Denkmal im Beacon Hill Park in Victoria, BC

Terry Fox wuchs in Port Coquitlam, nahe Vancouver an Kanadas Westküste auf. Aufgrund seiner zahlreichen sportlichen Aktivitäten und den damit verbundenen regelmäßigen ärztlichen Untersuchungen diagnostizierte man bei ihm im Alter von 18 Jahren ein Osteosarkom (Knochenkrebs). 1977 wurde sein rechtes Bein 15 Zentimeter über dem Knie amputiert. Er nutzte ab dieser Zeit eine Oberschenkelprothese zum Laufen.
Das Leiden anderer Krebspatienten, darunter viele Kinder, denen Terry Fox im Krankenhaus begegnete, nahm er zum Anlass, durch Kanada zu laufen, um Geld für die Krebsforschung zu sammeln. Sein Ziel war es dabei, täglich 42 km, die Strecke eines Marathons, zu bewältigen. Diesen Lauf nannte er Marathon of Hope (Marathon der Hoffnung).
Nach 18 Monaten und über 5000 zur Vorbereitung gelaufenen Kilometern begann Terry Fox seinen Lauf am 12. April 1980 in St. John’s (Neufundland). Obwohl sein Marathon der Hoffnung zu Beginn nur geringe Beachtung fand und damit auch die gesammelten Beträge recht gering waren, gewann sein Engagement bald größere Aufmerksamkeit in den Medien und die Spenden stiegen. Am 1. Februar 1981 verwirklichte sich dann der Traum von Terry Fox, für jeden Einwohner Kanadas einen Dollar Spendengeld zu sammeln. Kanada hatte damals 24,1 Millionen Einwohner und der Marathon der Hoffnung hatte zu diesem Zeitpunkt Spenden in Höhe von 24,7 Millionen Dollar eingebracht.
Am 1. September 1980, nach 143 Tagen und 5.373 gelaufenen Kilometern – was einer Länge von mehr als 128 Marathons entspricht –, waren Fox’ Lungen so stark vom Krebs befallen, dass er gezwungen war, seinen Lauf vorzeitig zu beenden.
Er befand sich zu diesem Zeitpunkt nahe Thunder Bay (Ontario) und schwor nach der erneuten Krebsdiagnose, dass er die Absicht habe, den Lauf quer durch Kanada zu vollenden.
Dies war ihm nicht mehr vergönnt, da er am 28. Juni 1981, genau einen Monat vor seinem 23. Geburtstag, an dieser Krankheit in New Westminster starb. Die kanadische Bevölkerung nahm großen Anteil an Fox’ Schicksal und gedenkt seiner noch heute.

## Ehrungen

### Ehrungen zu Lebzeiten
- 19. September 1980: Terry Fox wird wegen seines Engagements für die Krebsforschung mit dem Order of Canada (kanadischer Orden) der höchsten Stufe (Companion) ausgezeichnet und ist der jüngste Träger dieser Auszeichnung
- 21. Oktober 1980: Verleihung des Order of the Dogwood (Dogwood-Orden), der höchsten zivilen Auszeichnung der kanadischen Provinz British Columbia
- 22. November 1980: Verleihung des Sword of Hope, der höchsten Ehre der American Cancer Society
- 18. Dezember 1980: Auszeichnung mit der Lou Marsh Trophy, der jährlichen Ehrung durch kanadische Sportredakteure, für besondere athletische Leistung
- 23. Dezember 1980: Redakteure der kanadischen Presse, des Fernsehens und der Radiostationen wählen Terry Fox zum Kanadier des Jahres
- 6. Juni 1981: Die Simon-Fraser-Universität Burnaby gibt die Terry Fox Gold Medal (Terry-Fox-Goldmedaille) aus, mit der jährlich ein Student geehrt werden soll, der Zivilcourage angesichts von Elend gezeigt hat

### Spätere Ehrungen
- 17. Juli 1981: Die Regierung von British Columbia gibt einem 2.639 Meter hohen Gipfel in den Rocky Mountains den Namen Mount Terry Fox.
- 30. Juli 1981: Der 83 Kilometer lange Abschnitt des transkanadischen Highways in Ontario, auf dem Terry Fox seinen Lauf beenden musste, wird zu seinen Ehren in Terry Fox Courage Highway umbenannt.
- 30. Juli 1981: Die kanadische Regierung gründet den mit 5 Millionen kanadischen Dollar dotierten Terry Fox Humanitarian Award, um jährlich Stipendien an Studenten zu vergeben, die höchste Ideale, Zivilcourage und Engagement für Mitmenschen demonstriert haben, während sie gleichzeitig besondere akademische, sportliche oder soziale Leistungen erbringen
- 29. August 1981: Terry Fox wird in die Canadian Sports Hall of Fame (kanadische Sportruhmeshalle) aufgenommen.
- 13. April 1982: Eine Terry-Fox-Briefmarke wird von der kanadischen Post herausgegeben. Diese bricht dadurch mit der hausinternen Tradition, keine Gedenkmarken vor dem zehnten Todestag des Geehrten auszugeben.
- 26. Juni 1982: Am Terry Fox Courage Highway wird eine 2,70 Meter hohe Bronzestatue von Terry Fox, das Thunder Bay Monument, enthüllt
- 1983: Der Ölkonzern Gulf Canada tauft einen Neubau eines Schleppers und Bohrinselversorgers auf den Namen MV Terry Fox. Das Schiff wird 1992 von der kanadischen Küstenwache (CCG) erworben und seither als schwerer Eisbrecher unter dem Namen CCGS Terry Fox eingesetzt.
- 18. Januar 1986: Die Port Coquitlam High School, an der Terry Fox 1976 seinen Abschluss machte, wird in Terry Fox Secondary School umbenannt. Sie ist nur eine von vielen Terry-Fox-Schulen.
- 30. Juni 1999: In einer nationalen Umfrage des Dominion Institute und des Council for Canadian Unity wird Terry Fox zum größten Helden Kanadas gewählt.
- 17. Januar 2000: Terry Fox wird ein zweites Mal von der kanadischen Post mit einer Briefmarke geehrt. Sie ist Teil der Millennium Collection, einer Sammlung von einflussreichen und herausragenden Kanadiern des 20. Jahrhunderts.
- 4. April 2005: 11 Millionen kanadische 1-Dollar-Münzen, die ein von Stan Witten gestaltetes Bild von Terry Fox tragen, werden in Umlauf gebracht. Die Münze wird zum Gedenken an den 25. Jahrestag von Fox’ Marathon of Hope geprägt. Weitere 9 Millionen Münzen werden zur Ausgabe im September 2005 geprägt. Die Terry-Fox-Münze ist die erste Münze der königlichen kanadischen Prägeanstalt, die das Konterfei eines Kanadiers hat.

Adidas Modell Terry Fox, limitierte Auflage

- 1. September 2005: Zum 25-jährigen Jubiläum bringt Adidas eine limitierte Neu-Auflage der Laufschuhe, die Terry Fox bei seinem Lauf trug. Das Modell trägt den Namen Terry Fox und zeigt auf der Innensohle eine Landkarte von Ost-Kanada mit Terry Fox’ Laufroute. Der Erlös der Schuhe geht an die Krebsforschung.
- 11. April 2008: Die kanadische Regierung ehrte ihn für sein Handeln und Wirken  und erklärte ihn zu einer „Person von nationaler historischer Bedeutung“.[2]
- 2010: Terry Fox’ Mutter Betty Fox wurde als eine Trägerin der olympischen Flagge in der Öffnungszeremonie der Winterspiele von Vancouver 2010 auserwählt. Einen Monat später, am 12. März 2010, trugen sie und Terry Fox’ Vater Rolly die Paralympische Flamme in die Öffnungszeremonie der Paralympics 2010, nachdem eigens ein Teil der Zeremonie Terry Fox gewidmet wurde.
- 2012: Fox wird in die Canadian Medical Hall of Fame aufgenommen.
- 2013: Fox wird mit einem Stern auf Canada’s Walk of Fame geehrt.
- Mai 2020: Zum 40-jährigen Jubiläum brachte Adidas erneut eine limitierte Neu-Auflage des Laufschuhs und ein T-Shirt heraus. Die nur in Kanada verkauften Produkte waren in Minuten ausverkauft. Der Schuh trägt wieder den Namen Terry Fox und zeigt auf der Innensohle die Zahl 40 mit einer Silhouette von Terry Fox.[3]

## Wirkung
Sein Engagement für die Krebsforschung genießt auch heute noch große Aufmerksamkeit. So werden weiterhin in Fox’ Namen Spenden für die Krebsforschung gesammelt. In vielen Ländern der Erde gibt es jährliche Terry-Fox-Läufe.